# Lansing
Lansing è una città degli Stati Uniti d'America, capitale dal 1847 dello Stato del Michigan, situata per la maggior parte entro i confini della contea di Ingham, con piccole porzioni che si estendono nelle vicine contee di Eaton e Clinton (dove si trova l'aeroporto cittadino, il Capitol City Airport). Al censimento del 2000 la popolazione assommava a 119.128 abitanti (116.6020 secondo i dati del 2016).
La sua area metropolitana è un centro importante per la presenza di istituzioni governative, culturali e scolastico-universitarie: due scuole di giurisprudenza, l'Università Statale del Michigan, la Legislatura dello stato del Michigan, una corte d'appello, una corte federale, un grande centro congressi (il Lansing Center), la biblioteca statale e lo Historical Center.

## Storia
- 1825 - viene progettata la Lansing Township.
- 1836 - un gruppo di speculatori di New York architetta un imbroglio vendendo lotti di una città inesistente nota come "Biddle City". I cittadini di New York vittime della truffa arrivano a Lansing e scoprono che i terreni in realtà sono sott'acqua, in una palude. Alcuni dei pionieri rimangono e costruiscono un villaggio (l'attuale Old Town Lansing) posto a circa un miglio a nord della inesistente "Biddle City".
- 1847 - La capitale statale viene trasferita da Detroit alla Lansing Township.
- 1855 - Viene fondata la Michigan State University, inizialmente come Agricultural College of the State of Michigan.
- 1859 - Viene costituita ufficialmente la Città di Lansing, con circa 3.000 cittadini.
- 1879 - Viene inaugurato il nuovo palazzo del Campidoglio, costato 1.510.130 dollari. Nel 1992 il Campidoglio viene restaurato e riportato alla originaria grandezza; dal punto di vista architettonico è generalmente riconosciuto come uno degli edifici più importanti di tutti gli Stati Uniti d'America.

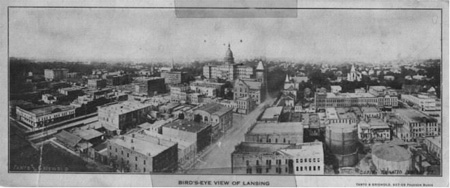
Lansing nel 1890

- 1897 - Ransom Eli Olds guida la sua prima automobile in una strada di Lansing. Più tardi fondò la Oldsmobile, che nel 1908 fu incorporata nella General Motors.
- 1970 - Lansing raggiunge la sua massima popolazione, 131.546 abitanti.
- 2004 - L'ultima Oldsmobile esce dalla catena di montaggio della Lansing Car Assembly il 29 aprile.
- 2005 - Chiude la fabbrica della General Motors, che però ha in programma di riaprirne una nella vicina Delta Charter Township, nel 2006.

## Geografia fisica
Secondo lo United States Census Bureau, la città ha una superficie totale di 91,3 km², dei quali 90,8 km² di territorio e 0,5 km² di acque interne (lo 0,57% del totale).
Lansing è situata nella parte centro-meridionale della penisola inferiore dove i fiumi Grand River e Red Cedar River si incontrano. Il Grand River, il fiume più grande del Michigan, scorre attraverso il centro cittadino di Lansing, e il Red Cedar River, tributario del Grand River, scorre attraverso il campus della Michigan State University. Ci sono due laghi a nord-est della città, il Park Lake e il lago Lansing. Il lago Lansing è ampio all'incirca 2 km² e in estate è la meta favorita per il nuoto, le imbarcazioni da diporto e la pesca. Sul lago si tengono anche delle regate estive grazie a due circoli velistici, il Michigan State University Sailing Club e il Lansing Sailing Club.

## Società

### Evoluzione demografica
Al censimento del 2000 la città contava 119.128 abitanti, dei quali il 65,28% erano bianchi, il 21,91% neri, il 9,98% ispanici, il 2,83% asiatici, lo 0,80% nativi americani, lo 0,05% oceaniani, il 4,60% multirazziali, il 4,54% di altra origine.
Di tutte le maggiori città del Michigan, Lansing ha il più alto numero di persone che si definiscono "di razza mista", e il più alto numero di persone che si definiscono "nativi americani".

## Economia

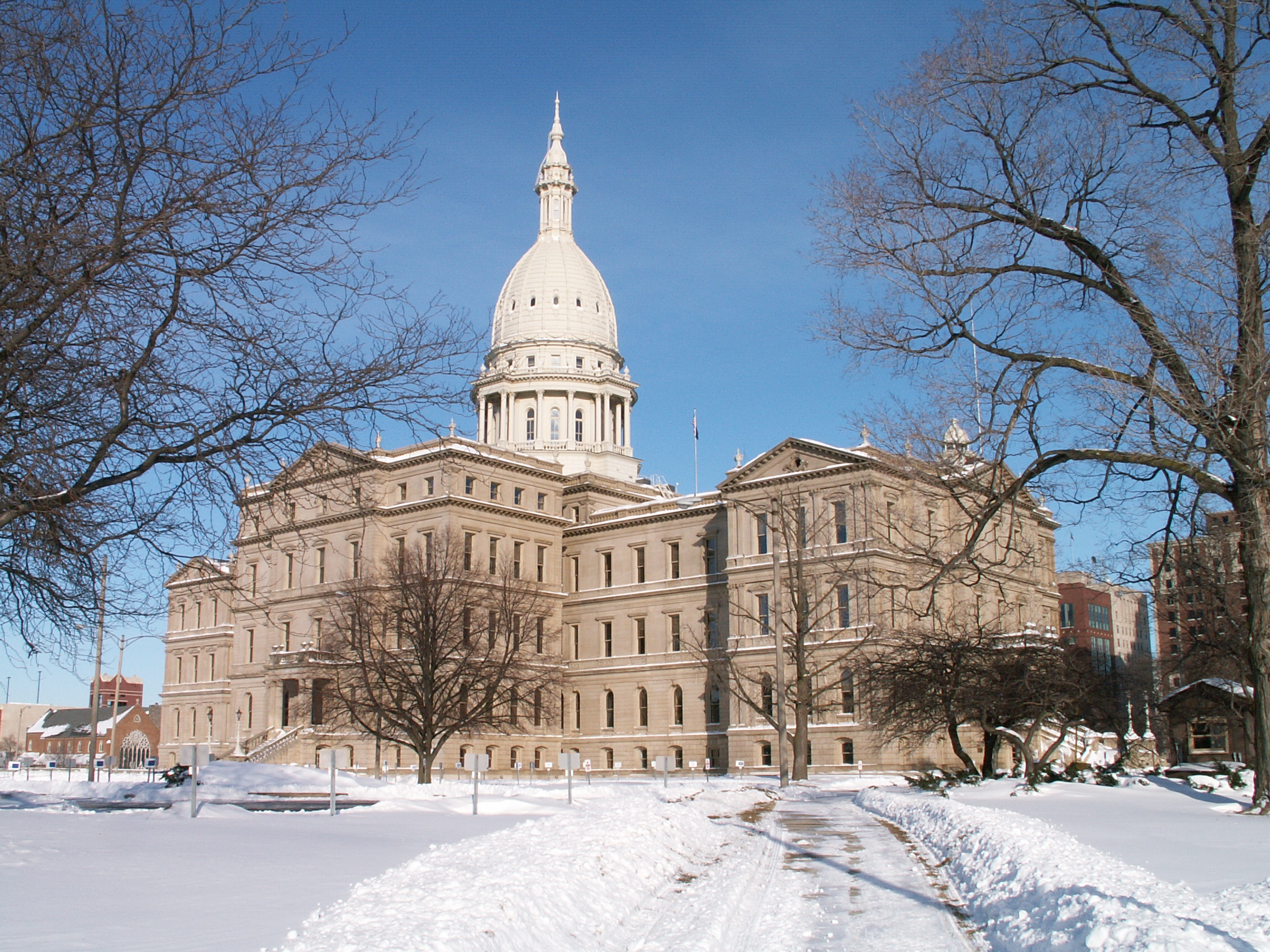
Il Campidoglio nell'inverno 2004-2005

Le maggiori attività economiche dell'area metropolitana di Lansing sono gli uffici governativi, scuole e università (Michigan State University, Thomas M. Cooley Law School e Lansing Community College), l'industria automobilistica (General Motors), assicurazioni (Auto Owners Insurance Company, Jackson National Life, the Accident Fund e Michigan Millers). Recentemente si sono aggiunte anche molte piccole imprese che hanno lasciato le grandi aree metropolitane per stabilirsi qui.
La recente crisi dell'industria automobilistica ha indotto la classe politica locale a prendere maggior consapevolezza dell'importanza delle imprese operanti nel settore dell'alta tecnologia, specialmente tecnologia informatica e biotecnologia. In questo senso si sta muovendo un'iniziativa denominata Prima Civitas, guidata dall'ex sindaco di Lansing, David Hollister, che riunisce lo Stato del Michigan e le città di Lansing ed East Lansing ed è impegnata in progetti miranti a sviluppare questo settore nella regione di Lansing.

## Cultura
Istituzioni culturali della città sono la Greater Lansing Symphony Orchestra, fondata nel 1929, la Greater Lansing Ballet Company, i teatri Riverwalk Theatre (ex Okemos Barn Theatre), Lansing Civic Players e Boarshead Theatre; la Michigan Princess, un battello fluviale usato per ricevimenti e intrattenimenti in estate e in autunno sul Grand River.
In città si tengono annualmente due festival musicali, il Lansing JazzFest e l'Old Town BluesFest. Luogo di incontro di musicisti è la Creole Gallery, che ospita anche il gruppo dello Icarus Falling Theater. Notevole è il club di modellismo ferroviario Lansing Model Railroad Club, che ha una grande diorama completo di città, montagne, tunnel, foreste, fabbriche e ponti, ricostruito in un deposito ferroviario non più in uso, nella Delta Charter Township. Altri siti culturali (all'interno del campus della Michigan State University a East Lansing) sono il Wharton Center for the Performing Arts, il Kresge Art Museum, il MSU Museum e lo Abrams Planetarium.
La città di Lansing è anche nota per essere una roccaforte del Partito Democratico nel Michigan, tanto che la città ha sempre votato per il candidato democratico nelle ultime elezioni presidenziali.

## Amministrazione

### Gemellaggi
- Cluj-Napoca
- Cosenza
- Pianezza